# Stalinsstraat
De Stalinsstraat is een straat in Deurne (België) die sinds 2014 gedeeltelijk een beschermd monument is. De straat is een van de verschillende stegen die aan beide zijden van de Turnhoutsebaan werden gebouwd als uitbreiding van Deurne-Dorp in de 15e eeuw. De doodlopende straat is gelegen tussen de Turnhoutsebaan en het Rivierenhof. Tot 1921 heette de straat "Arendspad", naar herberg Den Arend aan de Turnhoutsebaan, waar tijdens de Franse tijd in België het kantoor was gevestigd van de burgemeester.  De straat is niet genoemd naar Jozef Stalin maar naar de glasschilder Auguste Stalins (1839-1906). 
Het huidig stratenpatroon dateert echter uit de late 19e eeuw. De straat bestaat uit arbeiderswoningen met maximaal twee bouwlagen, die vaak gegroepeerd werden gebouwd. De huizen waren oorspronkelijk opgetrokken in hout, omdat ze binnen het schootsveld lagen van de Brialmontvesting, zodat ze in geval van oorlog snel zouden kunnen worden afgebroken. Bij sommige woningen zijn in de zijgevels nog brandhaken bewaard die dienden om de woningen snel uit elkaar te kunnen halen bij militaire dreiging. Pas vanaf 1903 mocht in steen worden gebouwd.
De gemetselde woningen achteraan de straat zouden zijn gebouwd om seizoenarbeiders te huisvesten die werkten in de voormalige Brouwerij De Ridder, die werd opgericht in 1887 in de Hertstraat, onmiddellijk ten westen van de Stalinsstraat.